# Christian Clemens
Christian Clemens (Cologne, 4 de agosto de 1991) é um futebolista profissional alemão que atua como meia.

## Carreira
Christian Clemens começou a carreira no 1. FC Köln.